# 小松範任
小松 範任（こまつ のりひで、1936年〈昭和11年〉4月8日 - 2018年〈平成30年〉2月22日）は、日本のテレビドラマ監督・脚本家。
香川県高松市出身。声優の小松由佳は娘。

## 来歴・人物
幼少期から榎本健一（エノケン）のファンで、本人曰く、その幼い頃から劇場に行ってエノケンの映画を観て育って来たとのこと。地元・高松では無料だったこともあって東宝の映画をよく観ていたという。早稲田大学第一文学部仏文科卒業を控えた就職試験の時に、映画会社では東宝は縁故のコネが無いと受験できなかったということで、これしか募集が無かった東映を受験、しかし当時東映作品と言えばチャンバラの剣劇以外の作品を知らなかったので、口頭試問の時に困ったという。東映の他にも同時に受験していたTBSにも合格していたが、大学から「東映に行ってもらわないと学生課に就職の募集が来ない」と促され、当人も別に嫌いじゃないということで東映を選択して、大学卒業後1959年に入社。最初に配属されたのは東京撮影所で、助監督などとして村山新治、小林恒夫、深作欣二らに付く。しかしその後、当時激化していた労働争議の渦中で、「企画渉外室」「目黒PR分室」などに配転される。
その後撮影現場に復帰、監督として初めて手掛けた作品は1968年、菊正宗酒造のCM。他に大正製薬『リポビタンD』、カルピス、ハウス食品のCMを手掛ける。同年、東レのPR映画『私はシルック』で電通賞を受賞。後年、『Gメン'75』の合間のCMでスポンサーだった大正製薬、ハウス食品で小松の監督によるCMが頻繁に流れたため「小松ばっかりじゃないか！」と言われたこともあったという。
1969年、東京撮影所内のテレビセクションである「東京制作所」に異動、主にテレビドラマ（テレビ映画）の制作に従事。テレビ映画初監督作品は同年の『日本列島爆破大作戦』（フジテレビ）であるが、同年のテレビドラマ『フラワーアクション009ノ1』（フジテレビ）が事実上の監督デビュー作であると本人が話している。『Gメン'75』では、特に望月源治（演：蟹江敬三）の登場する通称『黒谷町シリーズ』を多く担当する。
テレビドラマ作品で監督を務める一方で東映労組委員長など労組活動にも従事、「東制労共闘」に参加。1996年定年退職時の所属は「本社テレビ部第二営業部」。この退職時と前後して荒井美三雄の企画でロシア、中東へ出向きロケーション撮影を行った教育映画『革命のロシア』を制作、文部省選定作品となり、教育映画優秀作品賞を受賞。その後『アフリカ縦断2万キロ』『日曜特集・新世界紀行 古代オリエント』などドキュメンタリー作品も手掛ける。
2018年2月22日、東京都内の病院で死去。81歳。

## 担当作品
※特記の有るもの以外は、制作は全て東映。

### テレビドラマ
- フラワーアクション009ノ1 （1969年、フジテレビ）
- キイハンター （1972年 ※監督担当時期、TBS）
- 刑事くん 第2部・第3部 （1973年 - 1974年 ※監督担当時期、TBS）
- アイフル大作戦 （1973年 - 1974年、TBS）
- バーディ大作戦 （1974年 - 1975年、TBS）
- Gメン'75 （1976年 - 1982年 ※監督担当時期、TBS）- 第285話、第289話、第314話、第351話では脚本兼任
- Gメン'82 （1982年 - 1983年、TBS・近藤照男プロダクション）- 脚本兼任
- ザ・サスペンス『奪われた遺書・オフィスラブは危険な火遊び』（1983年9月3日、TBS）
- スーパーポリス （1985年、TBS・近藤照男プロダクション）
- 火曜サスペンス劇場 （日本テレビ）
  - 『非行少年 男と女の皮肉な再会!16年前の過去が少年を殺す』（1985年11月5日）
  - 『三年目の誤算』（1986年8月26日）
  - 『女弁護士 高林鮎子・10 博多－札幌殺人ルート 完全無欠のアリバイに突破口を捜せ！』（1992年3月10日）
  - 『女監察医・室生亜季子・13 犯罪性なし〜ビニールハウス一酸化炭素中毒死事件〜』（1993年3月16日）
- 迷犬ルパンは名探偵!? （1985年12月24日、テレビ朝日）
- 水曜グランドロマン『手塚治虫物語』（1990年2月7日、日本テレビ）
- 火曜ミステリー劇場『カラオケ教室殺人事件　日本海おんなが消えた歌の旅』（1991年8月20日、テレビ朝日）
- フジヤマのトビウオ 古橋廣之進物語 （1992年7月20日、TBS）
- 土曜ワイド劇場
  - 『駅弁探偵殺人事件』 （1992年12月19日・1995年9月16日、朝日放送）
  - 『女ルポライター水上結花』 （1993年1月20日・1993年8月7日、テレビ朝日）
- 月曜ドラマスペシャル『和服デザイナー探偵・1 奥飛騨平家伝説殺人事件』 （1997年4月14日、TBS・TSP）※東映定年退職後の作品

### その他
- 素敵にドキュメント （朝日放送制作、テレビ朝日系列）- 構成・ディレクター